# Ciro Redondo
Ciro Redondo – miasto na Kubie, w prowincji Ciego de Ávila. W 2004 r. miasto to zamieszkiwało 29 560 osób.